# Kidder
Kidder is een plaats (city) in de Amerikaanse staat Missouri, en valt bestuurlijk gezien onder Caldwell County.

## Demografie
Bij de volkstelling in 2000 werd het aantal inwoners vastgesteld op 271.
In 2006 is het aantal inwoners door het United States Census Bureau geschat op 282, een stijging van 11 (4,1%).

## Geografie
Volgens het United States Census Bureau beslaat de plaats een oppervlakte van
1,1 km², geheel bestaande uit land. Kidder ligt op ongeveer 310 m boven zeeniveau.

## Plaatsen in de nabije omgeving
De onderstaande figuur toont nabijgelegen plaatsen in een straal van 16 km rond Kidder.